# Smržovka
Smržovka (in tedesco Morchenstern) è una città della Repubblica Ceca facente parte del distretto di Jablonec nad Nisou, nella regione di Liberec.